# Île Sutton
L'île Sutton est située dans le Nord du Canada dans le territoire du Nunavut. Elle est située dans le détroit Dolphin et de l'Union (en).
Il s'agit de la terre ancestrale de différents sous-groupes d'Inuits du cuivre, dont les Noahonirmiut et les Puiplirmiut,,.